# 源了圓
源 了圓（みなもと りょうえん、源了円、1920年7月27日 - 2020年9月10日）は、日本の日本思想史学者。東北大学名誉教授、北京外国語大学名誉教授。日本学士院会員。

## 経歴
出生から修学期
1920年、熊本県宇土市にて、浄土真宗住職の三男として生まれた。第五高等学校を経て、京都大学文学部哲学科に進んだ。1948年に同大学を卒業し、同大学大学院に進学。京都学派の田辺元や西谷啓治に学び、梅原猛と親交を結んだ。
思想史研究者として
日本女子大学文学部教授を経て、東北大学文学部教授に就任。1981年、学位論文『近世初期実学思想の研究』を東北大学に提出して文学博士号を取得。1984年、東北大学を定年退官し、名誉教授となった。その後は国際基督教大学教授として教鞭をとった。2001年、日本学士院会員に選出された。
これらと並行して、コロンビア大学・北京日本学センター・オックスフォード大学などで客員教授を務めた。
2020年9月10日、鬱血性心不全のため死去。

## 受賞・栄典
- 1995年：北京日本学研究センター功労者
- 2002年：熊本県近代文化功労者
  - 2002年：宇土市名誉市民(平成14年度)[6]

## 研究内容・業績
- 専門は近世日本思想史。その研究は主に二大別でき、その1つ目は純粋に思想史研究としての徳川初期より明治初期に至る「日本思想史」の研究であり、その2つ目は室町期の世阿弥より明治期の北村透谷に至る「日本文化論」の側面からの考察であった。著書『型と日本文化』に結びつく特徴的な日本文化論を展開した。[5]
- 横井小楠と福澤諭吉の比較研究を行った。
- 学生時代は日本思想でなく西洋思想を専攻しており、卒業論文のテーマはニヒリズムだった[3]。

## 著書

### 単著
- 『義理と人情：日本的心情の一考案』中公新書 1969
  - 文庫化 中公文庫 2013
- 『実学と虚学』富山県教育委員会 1971
- 『徳川合理思想の系譜』中公叢書 1972
  - 改題文庫化『実学思想の系譜』講談社学術文庫 1986
  - 復刊『実学思想の系譜』 法蔵館文庫 2025
- 『徳川思想小史』中公新書 1973
  - 文庫化 中公文庫 2021
- 「仮字法語・化縁之疏」『鉄眼』(日本の禅語録 17) 講談社 1979
  - 「仮字法語」『鉄眼』(禅の古典 9) 1982年
  - 「鉄眼 新装版」(禅入門 10) 1994年
- 『近世初期実学思想の研究』双文社出版 1980
- 『教育学大全集』1・文化と人間形成 第一法規出版 1982
- 『江戸の儒学「大学」受容の歴史』思文閣出版 1988
- 『身体の思想』2・型 創文社 1989
- 『佐久間象山』(幕末・維新の群像 8) PHP研究所 1990
  - 『佐久間象山』吉川弘文館(読みなおす日本史) 2022 ISBN　9784642075169
- 『蓮如』(浄土仏教の思想 12) 講談社 1993
- 『一語の辞典 義理』三省堂 1996
- 『精読・仏教の言葉：蓮如』大法輪閣 1999
- 『横井小楠研究』藤原書店 2013

### 共編著
- 『日本における生と死の思想 日本人の精神史入門』田村芳朗共編、有斐閣選書 1977
- 『日中実学史研究』末中哲夫共編、思文閣出版 1991
- 『国家と宗教 日本思想史論集』玉懸博之共編、思文閣出版 1992
- 『日中文化交流史叢書』第3巻・思想, 厳紹璗共編、大修館書店 1995
- 『日中文化交流史叢書』第4巻・宗教, 楊曾文共編、大修館書店 1996
- 『横井小楠のすべて』共編、新人物往来社 1998

### 編著
- 『古典大系日本の指導理念』(全20巻) 第一法規出版 1983- 1984
- 『山片蟠桃・海保青陵』(日本の名著 23) 責任編集、中央公論社 1971
  - 新版・中公バックス
- 『江戸後期の比較文化研究』ぺりかん社 1990
- 『型と日本文化』創文社 1992
- 原念齋『先哲叢談』前田勉共訳注、平凡社(東洋文庫) 1994
- 『高坂正顕 明治思想史』(京都哲学撰書 1) 編・解説、燈影舎 1999
- 『季刊日本思想史60 近代日本とアジア』責任編集、ぺりかん社 2002
- 『横井小楠 1809-1869：「公共」の先駆者』(別冊環 17) 藤原書店 2009